# Пугач плямистогрудий
Пугач плямистогрудий (Ketupa leucosticta) — вид птахів родини совових (Strigidae). Поширений в Африці.

## Поширення
Вид поширений у Західній і Центральній Африці. Він має неоднозначний ареал, який простягається через ряд західноафриканських країн на узбережжі Гвінейської затоки, від Гвінеї на схід до Камеруну та на південь до Анголи, простягаючись углиб півдня Центральноафриканської Республіки, Республіки Конго та північних частин Демократичної Республіки Конго.
Зустрічається в основному в низинних первинних і вторинних тропічних лісах, особливо навколо лісових узлісь і галявин, а також уздовж берегів річок і на лісистих річкових островах.

## Опис
З розміром тіла від 40 до 46 сантиметрів, птах є відносно невеликим видом пугача. Верхня частина тіла темна з дрібними плямами. Вуха дуже великі. Очі зеленувато-жовті. Нижня сторона тіла блідо-коричнева з плямами та смугами. Кігті відносно слабкі. У межах свого ареалу пугач плямистогрудий є єдиним видом, який має жовті очі.

## Спосіб життя
Пугач плямистогрудий активний вночі та в сутінках. Найбільш активний у місячні ночі. Він живе в основному в листі великих дерев і зазвичай сидить на гілках у верхній кроні дерева. Пари іноді полюють разом. Дієта складається в основному з великих комах, таких як жуки, цикади і таргани.
Репродуктивна біологія ще недостатньо вивчена. Очевидно, що сезон розмноження залежить від місця розташування. Часто гніздиться на землі.